# Titus Hollweg

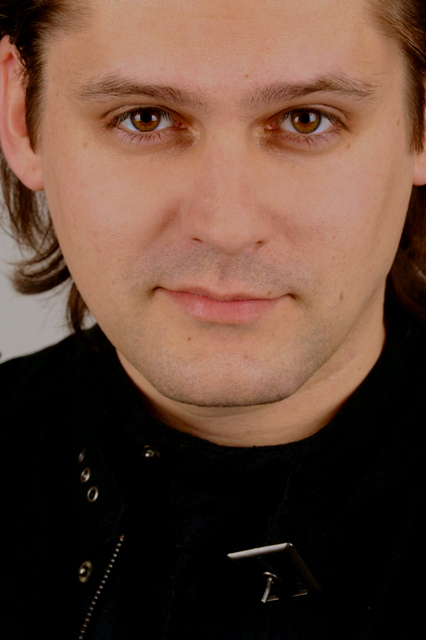
Titus Hollweg (2008)

Titus Hollweg (* 5. September 1975 in Salzburg) ist ein österreichisch-deutscher Regisseur.

## Werdegang
Sein Vater war der Opernsänger Werner Hollweg (1936–2007), seine Mutter die Musikmanagerin Konstanze Hollweg. Hollweg war bei den Wiener Sängerknaben und trat zusammen mit seinem Vater 1985 in der Sendung Zum Blauen Bock auf. Hollweg gestaltete seine erste Regie im Alter von neunzehn Jahren im Wiener Konzerthaus (Johann Sebastian Bachs Kaffeekantate).

### Regie im Musiktheater
Seine eigenen Regiearbeiten führten Hollweg nach Belgien und Kanada. Zuletzt inszenierte er Igor Strawinskis The Rake’s Progress für das Opera-Studio in Gent/Belgien und Ariadne auf Naxos für das Toronto Summer Music Festival (Kanada). Im Frühjahr 2011 inszenierte er John Blows Barockoper Venus and Adonis für ein junges Opernensemble, im darauf folgenden Sommer Darius Milhauds Minutenopern und die Kantate Le retour de l’enfant prodigue beim österreichischen Festival Carinthischer Sommer. Im Sommer 2012 inszenierte er Mozarts Die Zauberflöte im National-Theater in Taipei, Taiwan.

### Kinderoper
Titus Hollweg beschäftigte sich ausgiebig mit der Kinderoper; ab 1997 gestaltete er über ein Dutzend Produktionen für die Wiener Sängerknaben. Hollweg erhielt, gemeinsam mit Emanuel Schulz, mehrere Kompositionsaufträge von der Jeunesse Musicale (die Kinderoper Der fremde Planet, das weltliche Oratorium Lichtung) sowie vom Allegretto-Zyklus des Wiener Musikvereins. Hierfür schrieb er das Libretto für die Kinderoper Märchenmatrix und komponierte einige Songs. Die Oper wurde 2006 im Brahmssaal des Wiener Musikvereins unter seiner Regie uraufgeführt und zwölfmal gespielt.
Seine wichtigsten Regiearbeiten im Bereich Kinderoper sind Gerald Wirths Der kleine Prinz nach dem Buch von Antoine de Saint-Exupéry im Kindertheaterzelt auf dem Dach der Wiener Staatsoper sowie Engelbert Humperdincks Hänsel und Gretel am Wiener Raimundtheater. Jährlich veranstaltet Hollweg Workshops für Kinder und Jugendliche, wie etwa in Zusammenhang mit seinem eigenen Musik-Film-Festival „Oper unter Sternen“ in Niederösterreich.

### Privates
Titus Hollweg lebt mit seiner Frau und sieben Kindern, die ebenfalls künstlerisch und schauspielerisch tätig sind, in Niederösterreich. Seine Söhne Timotheus Hollweg und Aeneas Hollweg sind als  Musicaldarsteller tätig, seine Tochter Ilia Hollweg betreibt einen Youtube-Kanal.

## Film und Fernsehen
Seit 1999 war Titus Hollweg als Redakteur, Regisseur und Gestalter bei diversen Fernsehproduktionsfirmen beschäftigt. 2006 gründete er die Produktionsfirma „Telemach Film“, zu deren Projekten eine Kurzfilmreihe unter dem Titel „Sospiri 05“ sowie die Verfilmung Darius Milhauds Minutenopern zählen. Außerdem produzierte er zahlreiche Image-Filme für Unternehmen und Künstler, wie etwa die Philharmonia Schrammeln. 2007 folgte er der Einladung der Produktionsfirma Tellux-Film für mehrere Folgen einer Kurzfilmreihe Regie zu führen. 2008 und 2009 sind es dann 45-minütige Dokumentarfilme, wie zuletzt über das Kloster Muri Gries in Bozen (Bayerischer Rundfunk/3sat).

## Filmografie (Auswahl)
- 2007: Gestaltung 4 Folgen der Reihe „1x1 der Wirtschaft“ und „1x1 des Rechts“
- 2007: „Aristoteles“, „Ludwig XIV“, „Spartacus“ und „Die Germanen“; (4 × 15 Minuten)
- 2008: Fernseh-Dokumentation der Reihe „Klöster am Inn“, „Altötting“ (45 Minuten)
- 2009: Fernseh-Dokumentation der Reihe „Alpenklöster“, „Muri Gries“ (45 Minuten)
- 2009: Diverse Image-Filme und Werbefilme
- 2010: Reportagen über Tierpsychologie (45 Minuten)
- 2010: Zweiteilige Dokumentation über den Wiener Opernball (2 × 45 Minuten)
- 2010: „Die Lugners“ in Bali (3-teilige Dokusoap)
- 2011: Dokumentarfilm über Tierbestattung (45 Minuten)
- 2011: Reportage über Landärzte in Österreich (50 Minuten)
- 2011: „Die Lugners“ in Rio (4-teilige Dokusoap)[5]
- 2011: „Wir leben im Gemeindebau“ (10-teilige Realitysoap)